# والتر بيري (لاعب كرة قدم)
والتر بيري (بالإنجليزية: Walter Perry)‏ (1 أكتوبر 1868 بويست بروميتش في المملكة المتحدة - 1 يناير 1928) هو لاعب كرة قدم بريطاني (وحمل سابقاً جنسية المملكة المتحدة لبريطانيا العظمى وأيرلندا) في مركز الهجوم. لعب مع وست بروميتش ألبيون ووولفرهامبتون واندررز وBurton Swifts F.C. ‏.